# Államvédelmi Hatóság

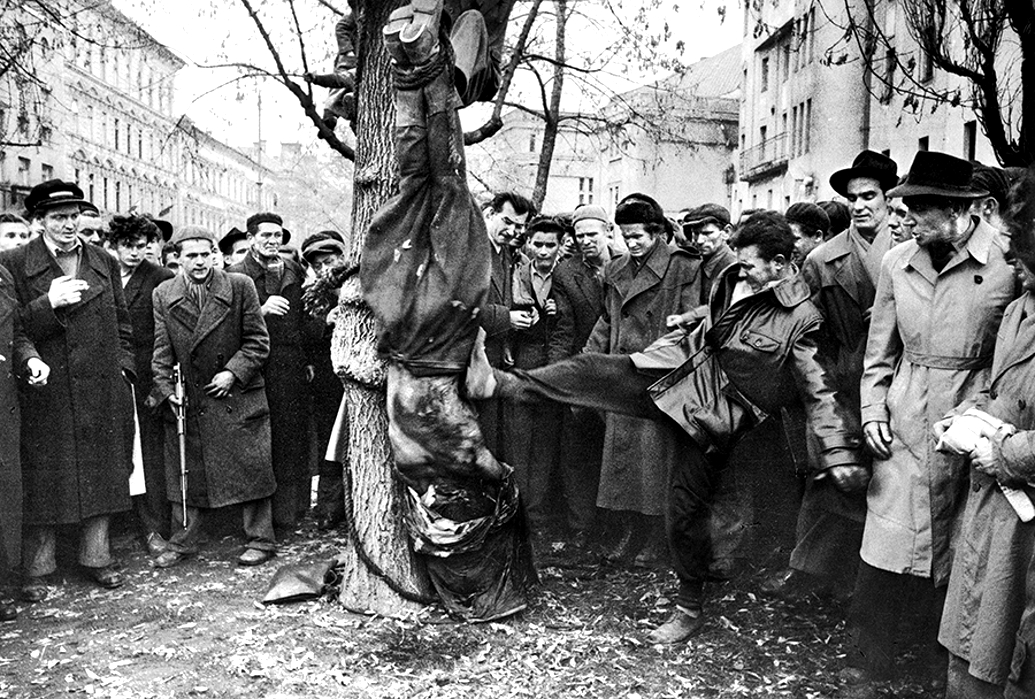
Revolucionáři lynčují příslušníka ÁVH v roce 1956

Státní ochranný úřad (maďarsky Államvédelmi Hatóság neboli ÁVH) byl tajnou policií Maďarské lidové republiky od roku 1945 do roku 1956. Název ÁVH získal v roce 1950. Byl koncipován jako doplněk tajných policejních sil Sovětského svazu a získal si pověst pro brutalitu během série čistek začínajících v roce 1948, zesilujících v roce 1949 (např. proces s László Rajkem) a končících v roce 1953. Mezi lety 1945 až 1952 byl vůdcem tajné služby Péter Gábor (rodným jménem Benjamin Eisenberger), právě on byl odpovědný za nejvíce krutostí, brutality a politických čistek. Žaloby ÁVH nepodléhaly soudnímu přezkumu. Policie mohla provést tzv. tajné zatčení, po kterém následovalo mučení, jež trvalo 3 až 18 měsíců. Teprve po vynuceném přiznání byl přizván státní aparát, prokurátor a soudci.
Za první Nagyovy vlády v letech 1953 až 1955 byla ÁVH postupně umírňována. V roce 1956 byla agentura zrušena revoluční vládou. Během revoluce v roce 1956 skupiny povstalců vystopovaly a zabily některé důstojníky a informátory (někdy jen domnělé) ÁVH. Když revoluce začala, dav asi tisíce lidí zaútočil na policejní ředitelství v Budapešti. V obavě o životy své i svých důstojníků pustil policejní náčelník dav do budovy a umožnil mu vzít sebou jakékoli vězně, které chtěl. Během obléhání ústředí Maďarské strany pracujících (na Náměstí Republiky, Köztársaság tér) byli někteří členové ÁVH lynčováni, což byla skutečnost, která byla později široce využívána v komunistické propagandě. Lynčování organizovala především Milice Józsefa Dudáse. Vzhledem k židovskému původu Gábora, Rákosiho či Ernő Gerőa měly některé útoky antisemitský nádech. Revoluční studentské a dělnické rady v reakci na dudásovské akce začaly zatýkat členy ÁVH, aby je ochránily. Někteří tajní policisté se jim z tohoto důvodu sami k zatčení hlásili. Studentské a dělnické rady také žádaly Dudásovo zatčení, Nagy Dudáse také nakonec skutečně zatkl, těsně před sovětskou invazí.
Po invazi sovětských vojsk sáhli někteří členové ÁVH k odvetě. Prosovětská vláda Jánose Kádára si však posléze nepřála vzkřísit ÁVH (mj. proto, že sám Kádár byl příslušníky ÁVH v 50. letech mučen). Její příslušníci byli převedeni pod ministerstvo vnitra (tzv. 3. odbor). Maďarsko pak bylo jedinou zemí Východního bloku bez oficiální tajné policie, všechny zpravodajské a špionážní funkce plnilo přímo ministerstvo. Archivovaná data související s ÁVH jsou v současnosti zpřístupněna prostřednictvím Historického archivu maďarské státní bezpečnosti. V sídle ÁVH na Andrássyho ulici je dnes muzeum nazvané Dům teroru.